# Newton Lacy Pierce Prize in Astronomy
Newton Lacy Pierce Prize in Astronomy – coroczna nagroda przyznawana przez American Astronomical Society (AAS) młodym astronomom w wieku do 36 lat w Ameryce Północnej w uznaniu za ich wybitne badania lub poczynione obserwacje.
Nazwa nagrody została wybrana, by uhonorować amerykańskiego astronoma Newtona Lacy'ego Pierce'a.

## Lista laureatów
- 1974: Edwin M. Kellogg
- 1975: Eric Becklin
- 1976: James Roger Angel
- 1977: Donald Hall (astronom)
- 1978: James M. Moran, Jr.
- 1979: D. Harper
- 1980: Jack Baldwin
- 1981: Bruce Margon
- 1982: Marc Davis
- 1983: Alan Dressler
- 1984: Marc Aaronson, Jeremy Mould
- 1985: Richard G. Kron
- 1986: Reinhard Genzel
- 1987: Donald E. Winget
- 1988: Sallie L. Baliunas
- 1989: Harriet L. Dinerstein
- 1990: Kristen Sellgren
- 1991: Kenneth G. Libbrecht
- 1992: Alexei Filippenko
- 1993: Arlin P.S. Crotts
- 1994: nie przyznano
- 1995: Andrew McWilliam
- 1996: Michael Strauss
- 1997: Alyssa A. Goodman
- 1998: Andrea Ghez
- 1999: Dennis F. Zaritsky
- 2000: Kirpal Nandra
- 2001: Kenneth R. Sembach
- 2002: Amy Barger
- 2003: Xiaohui Fan
- 2004: Niel Brandt
- 2005: Andrew Blain
- 2006: Bryan Gaensler
- 2007: nie przyznano
- 2008: Lisa Kewley
- 2009: Joshua Bloom
- 2010: Tommaso Treu
- 2011: Gaspar Bakos
- 2012: John A. Johnson[1]
- 2013: Jason Kalirai
- 2014: Nadia L. Zakamska[2]
- 2015: Heather A. Knutson
- 2016: Karin Öberg
- 2017: Evan Kirby
- 2018: Caitlin Casey
- 2019: Daniel R. Weisz
- 2020: Emily Levesque
- 2021: Courtney Dressing
- 2022: Erin Kara
- 2023: Renee Ludlam
- 2024: Maria Drout
- 2025: Andrew Vanderburg